# Gabrābād
Gabrābād (persiska: گبر آباد) är en ort i Iran.   Den ligger i provinsen Västazarbaijan, i den nordvästra delen av landet, 700 km väster om huvudstaden Teheran. Gabrābād ligger 1 785 meter över havet och antalet invånare är 400.
Terrängen runt Gabrābād är lite bergig.Runt Gabrābād är det ganska tätbefolkat, med 83 invånare per kvadratkilometer. Närmaste större samhälle är Salmās, 11,8 km öster om Gabrābād. Trakten runt Gabrābād består i huvudsak av gräsmarker.